# Hjälmseryds gamla kyrka
Hjelmseryds gamla kyrka är en kyrkobyggnad i Gamla Hjälmseryd i Växjö stift. Den är församlingskyrka i Hjälmseryds församling. Kyrkan disponeras av Hjelmserydsstiftelsen.

## Kyrkobyggnaden
Kyrkan uppfördes på 1100-talet. När den nya Hjälmseryds kyrka byggdes, tilläts den gamla romanska  kyrkan att förfalla och var inte mycket mer än en ruin då den genomgick en omfattande renovering på 1930-talet, cirka 70 år efter att den tagits ur bruk. Initiativtagaren till renoveringen var kyrkoherde Carl Nicklason, vars gravsten kan ses i form av ett stenkors strax intill kyrkobyggnaden. Nicklason kom sedermera att belönas med kunglig utmärkelse för sitt engagemang för kyrkans restaurering.  
Vid julottan 1927 i Hjämseryds nya kyrka påbörjades insamlingen av medel till förmån för : ”Kyrkoruinens konservering”. Brev med vädjan om bidrag sändes ut till landets församlingar. Bygdens folk ställde upp. Många ville hjälpa till att rädda den gamla kyrkan. I ett tidigt läge kontaktades riksantikvarien  Sigurd Curman som blev mycket intresserad av projektet. Som arkitekt anlitades Nils Karlgren. Murarna frilades, lagades och förstärktes. Tak restes.  Olika delar som tillhört kyrkan och som spritts i socknen samlades in. Bl.a. delar till en portal och två altarbord varav ett med  relikgömma. Vissa inventarier fanns bevarade i den nya kyrkan.  1934 återinvigdes kyrkan av biskop Sam Stadener. 
Kyrkan består av ett långhus som tillbyggts åt väster under 1700-talet. Koret i öster är försett med en absid. På norra sidan i anslutning till koret är sakristian belägen.  Sydportalen är delvis sammanfogad av delar till den ursprungliga portalen.
1937 uppfördes en ny  klockstapel   eftersom den gamla rivits 1848. Den är ritad av professor Erik Lundberg som på uppdrag av riksantikvarien varit delaktig i restaureringsarbetet.  Kyrkklockan har gjutits av M & O Olssons klockgjuteri, Ystad. 

## Inventarier
- Altaret med det medeltida altarbordet med plats för relikgömma.
- Predikstolen dateras till 1657.
- Dopfunten kommer från 1100-talet. Den anses tillverkad av den s.k. Njudungsmästaren.
- Kyrkans altarkrucifix, en madonnaskulptur m.m. är skapade av konstnären Eva Spångberg
- Gobelängen vid dopfunten är utförd av Ingrid Danielsson.
- Glasmosaiken över västra dörren, ett verk av Elis Lundqvist.
- Sluten sentida bänkinredning.

## Bildgalleri

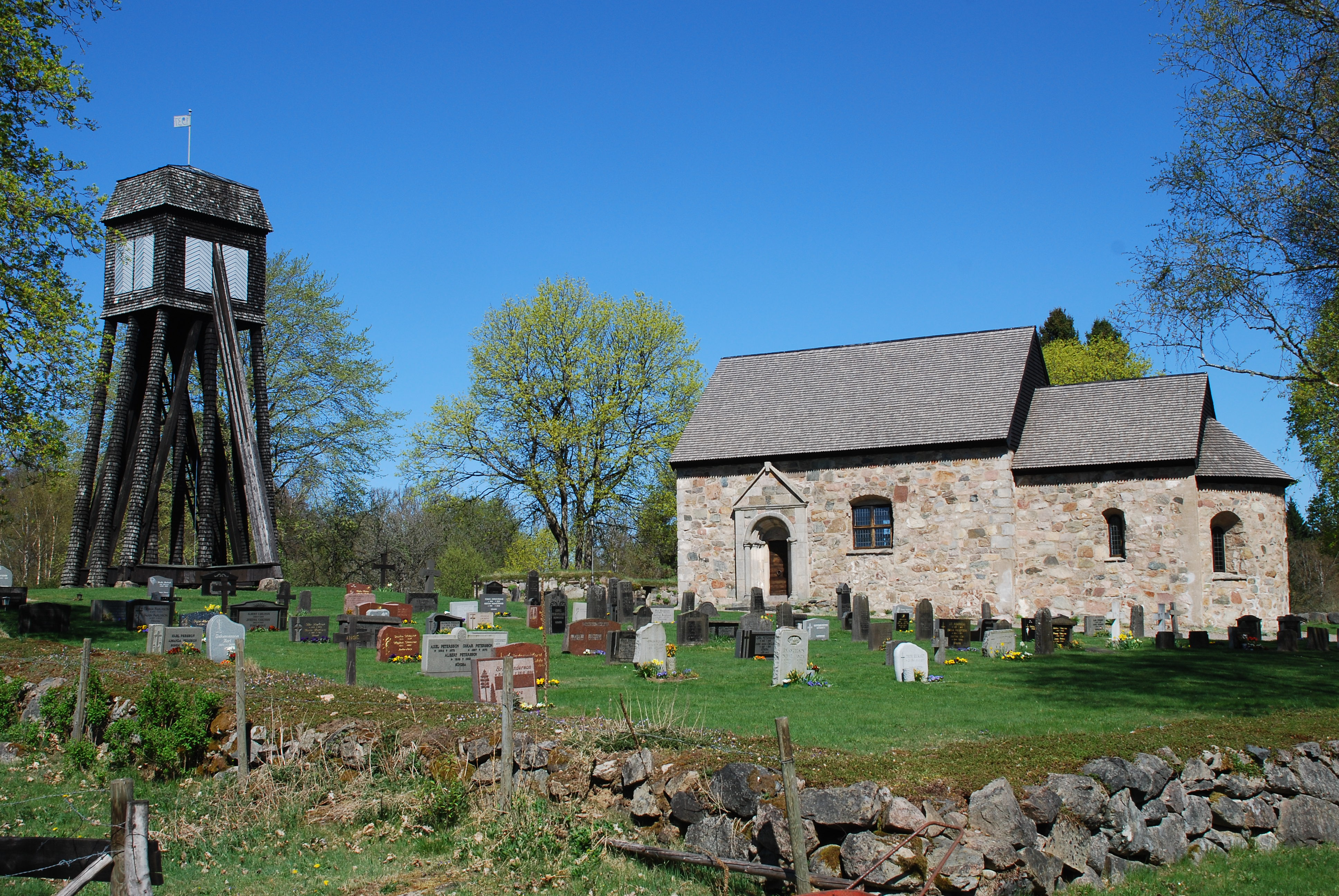
Kyrkan från söder med klockstapeln
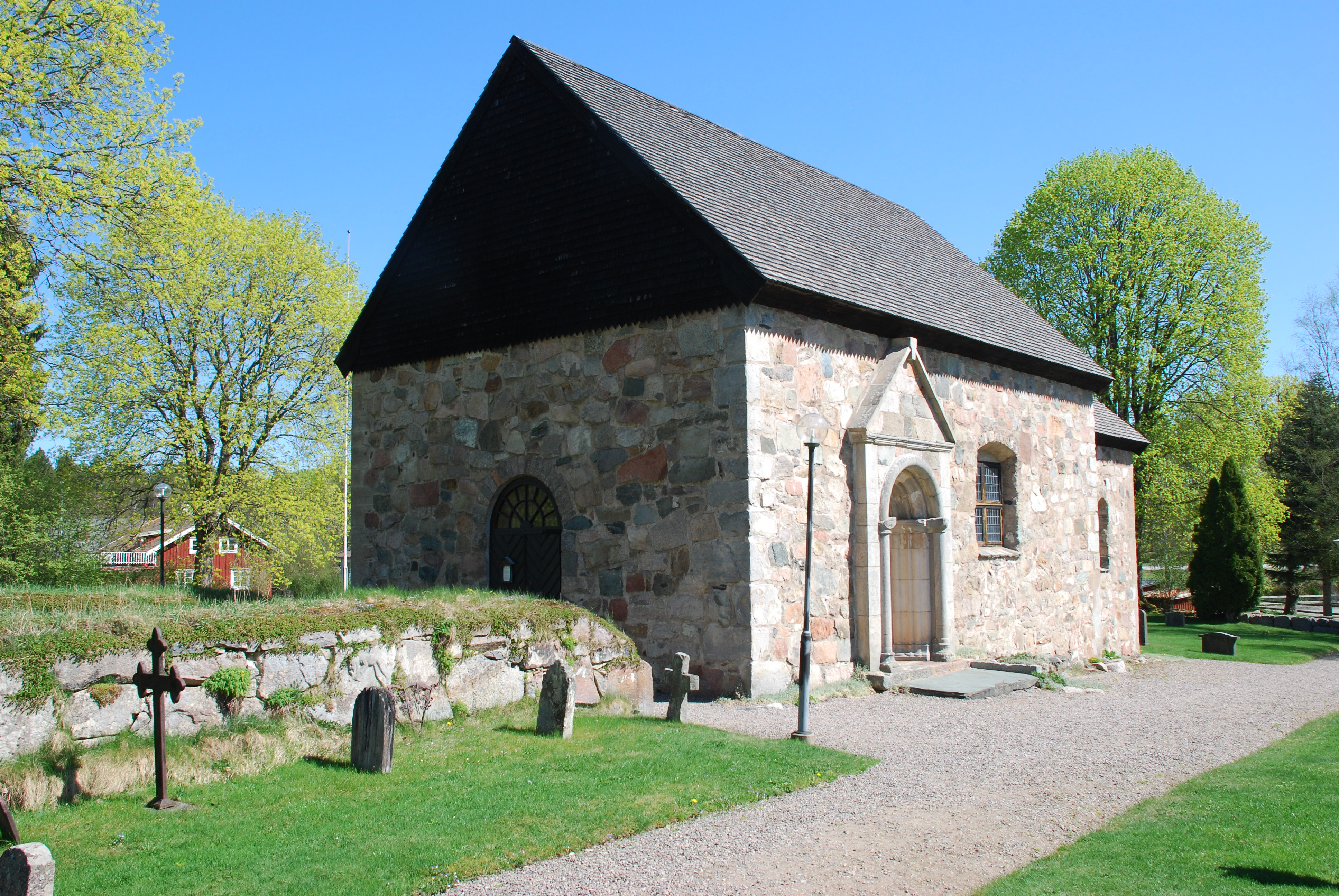
Kyrkan från sydväst
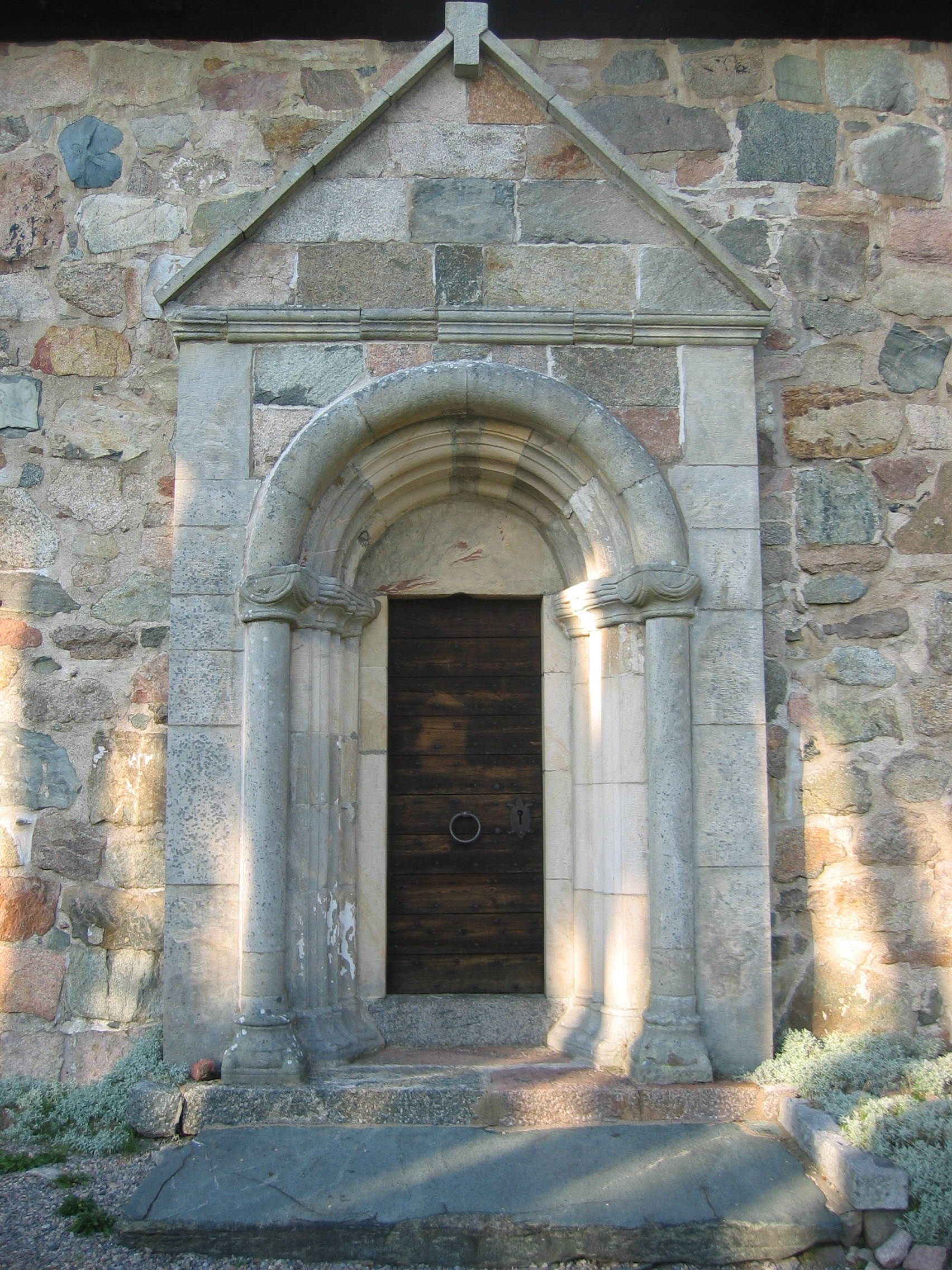
Sydportalen
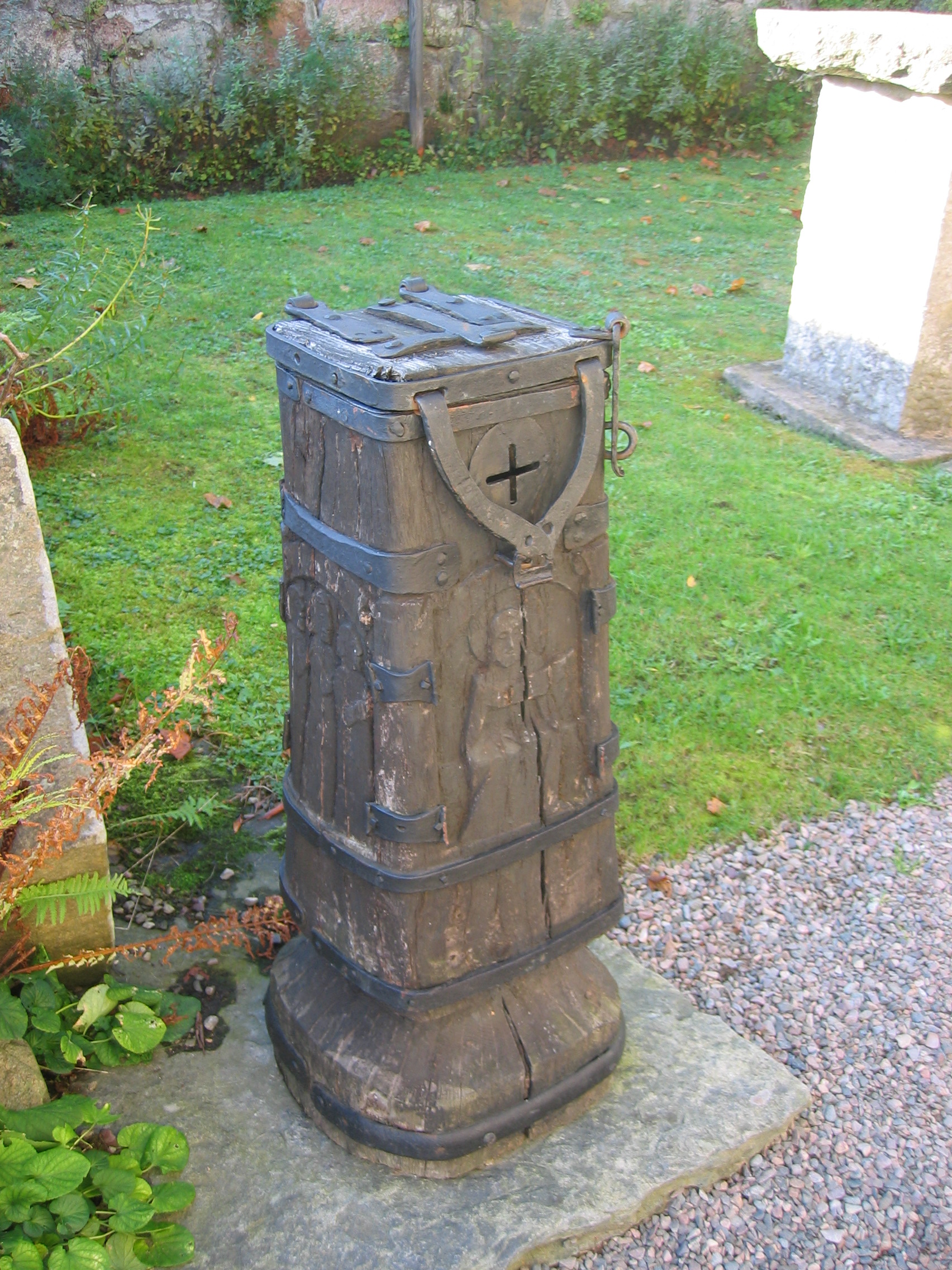
Offerbössa
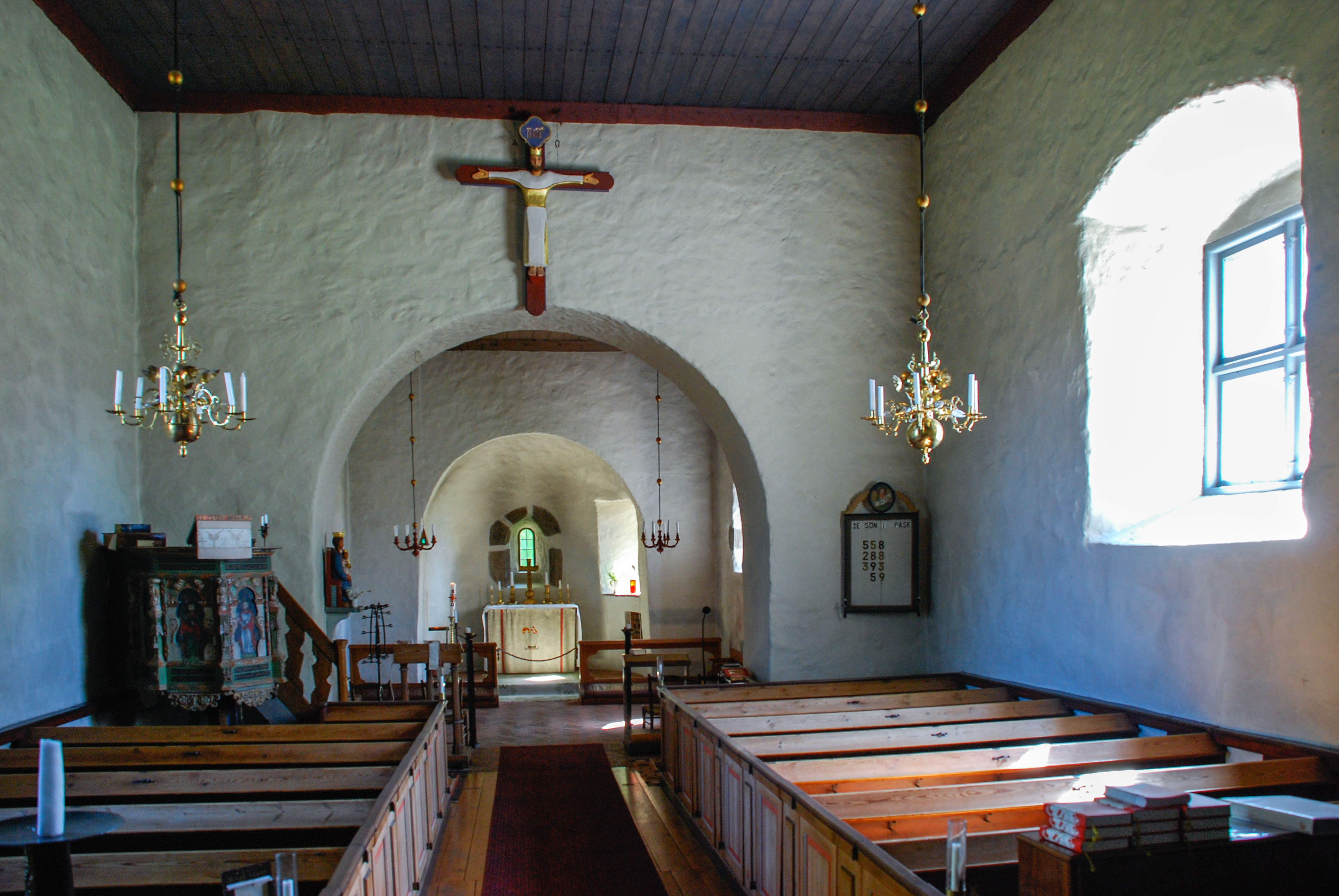
Kyrkans interiör
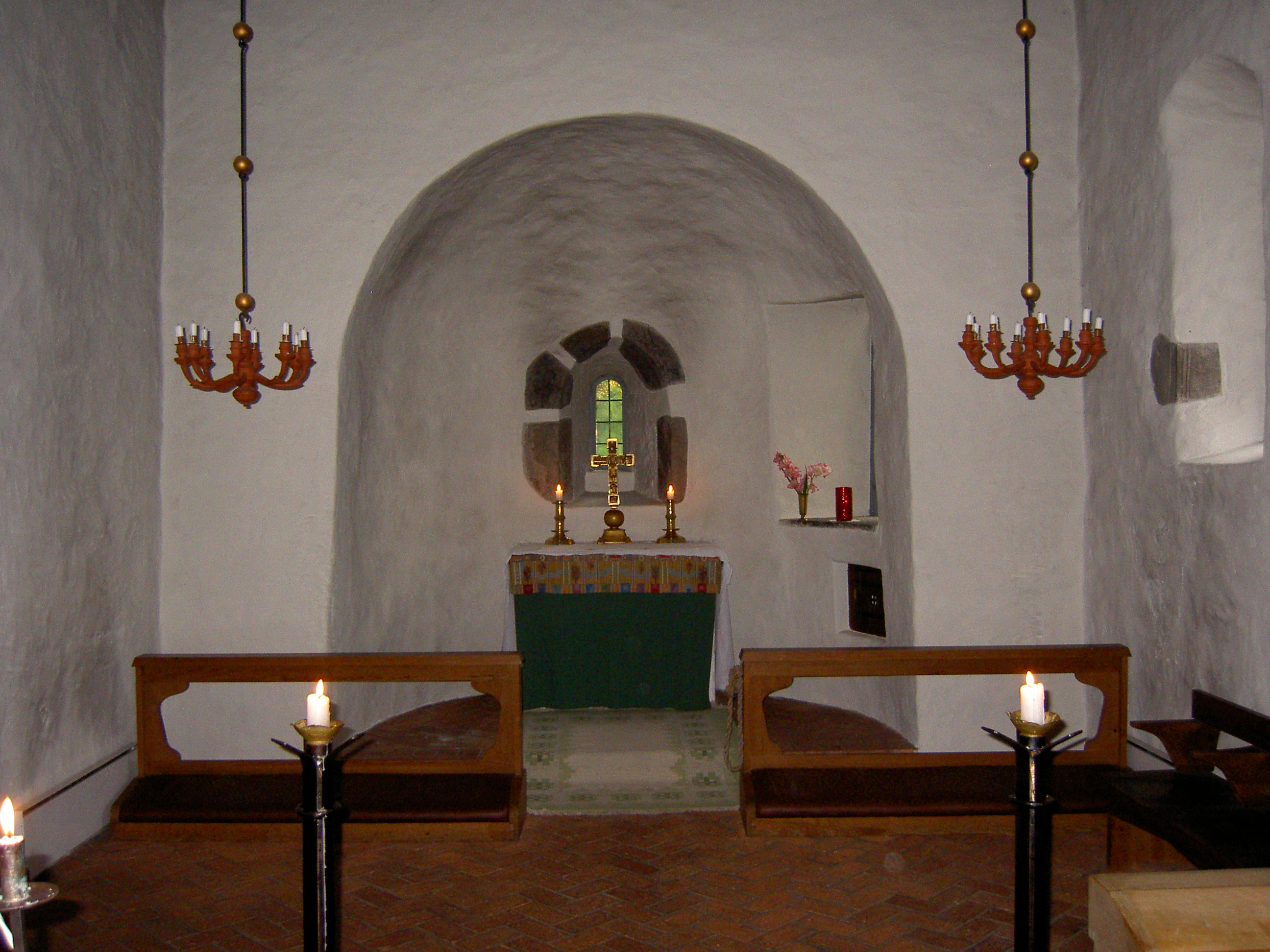
Korabsiden
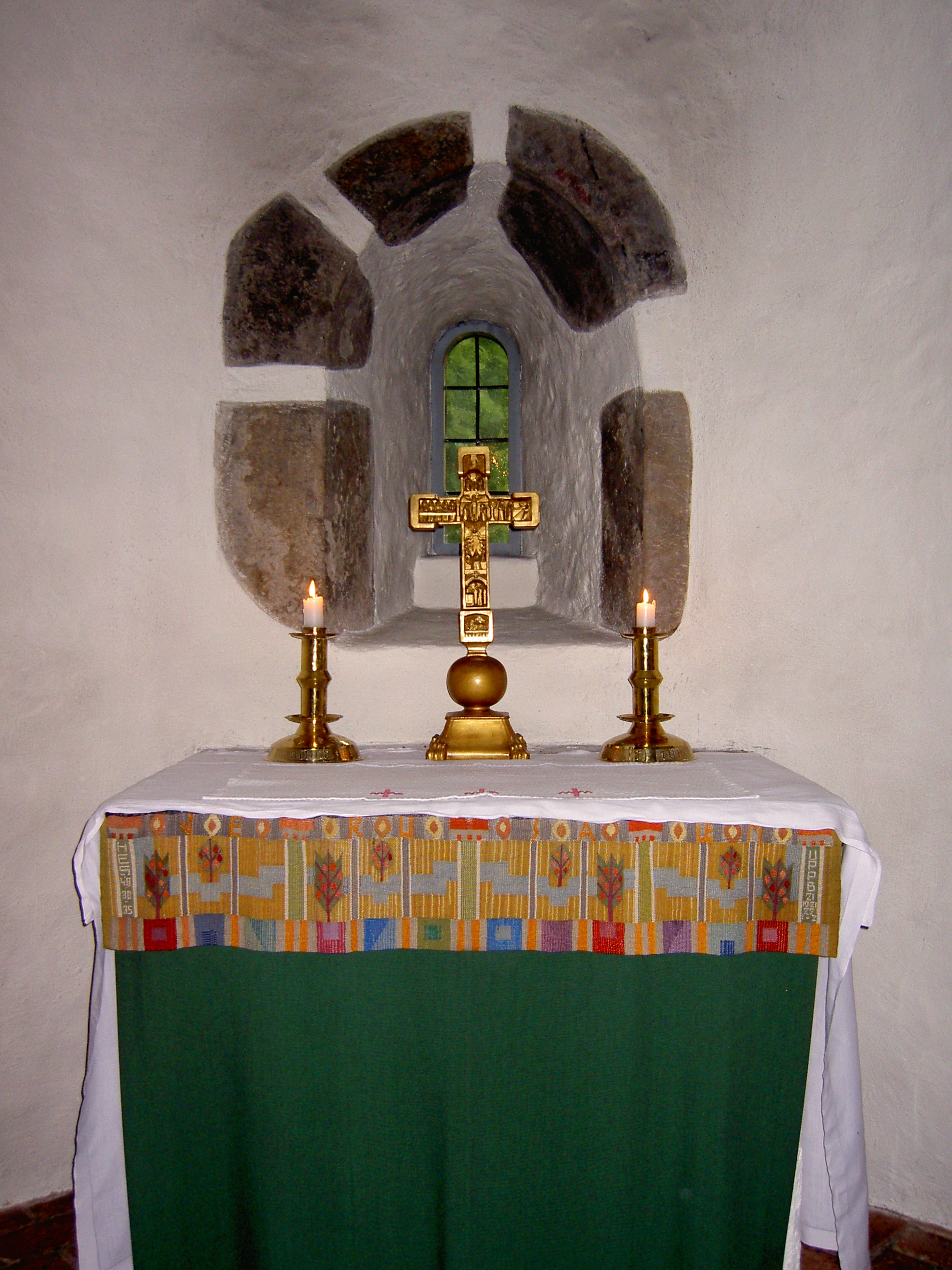
Altaret
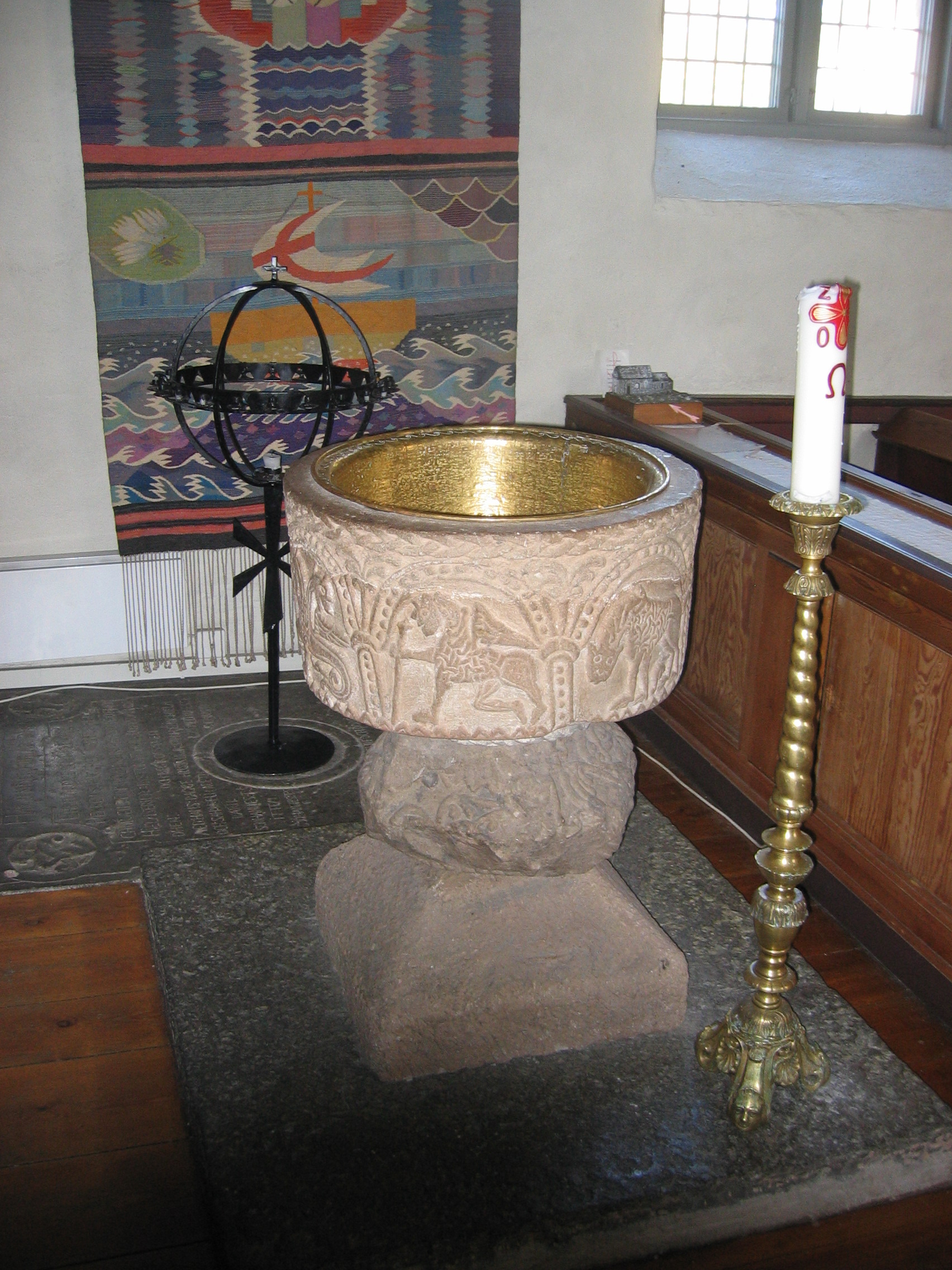
Dopfunten
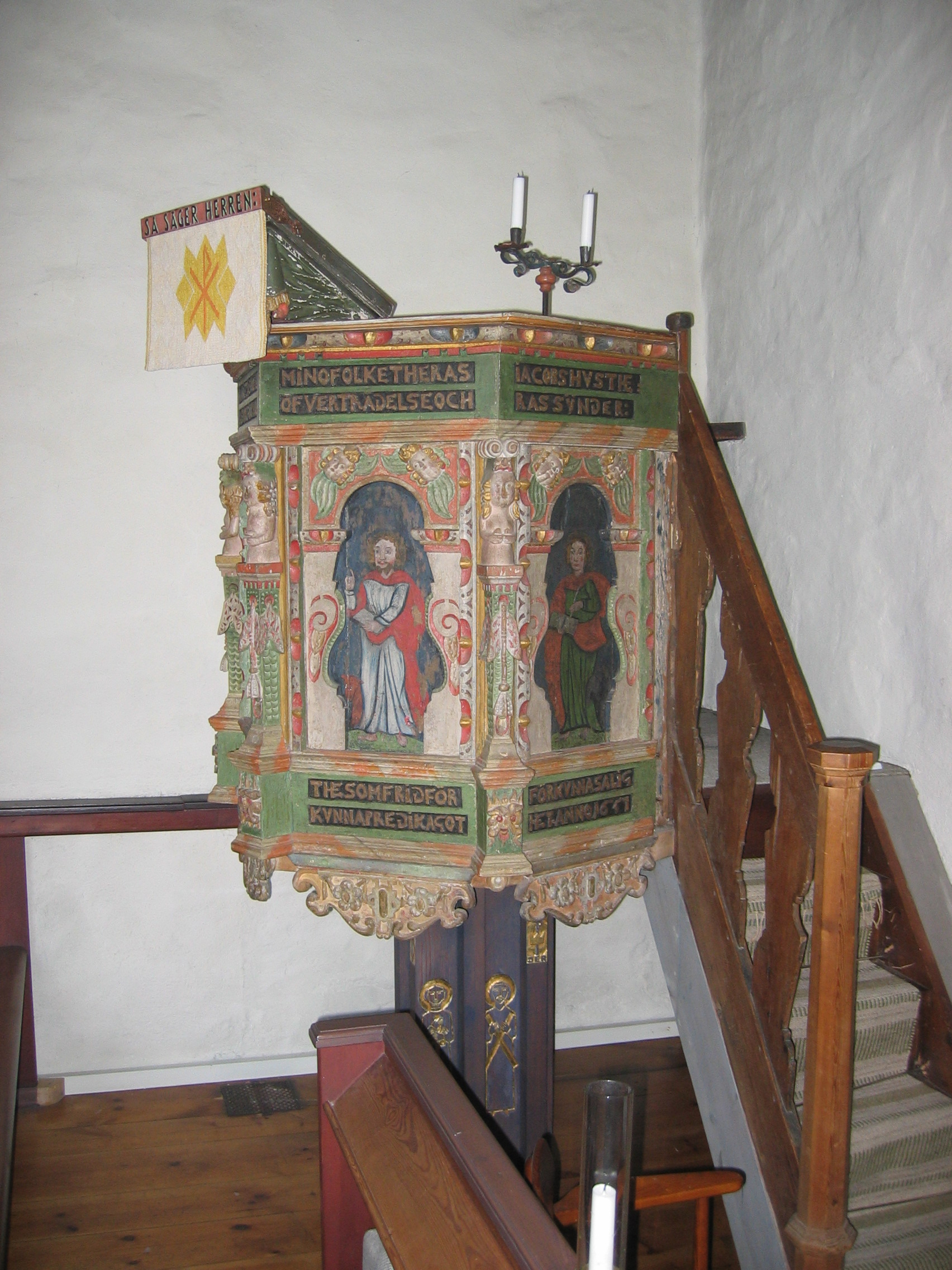
Predikstolen
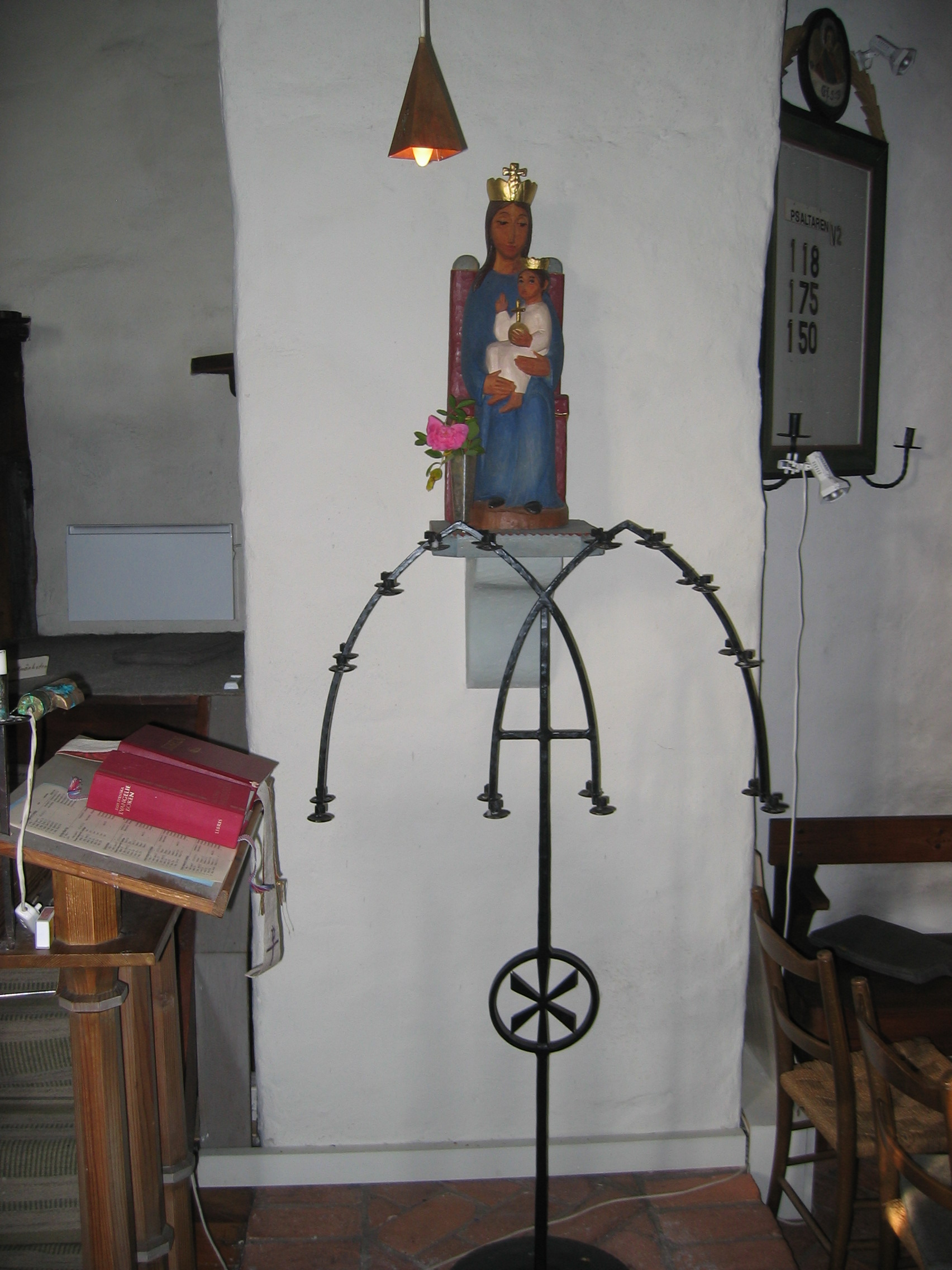
Madonna

## Orgel

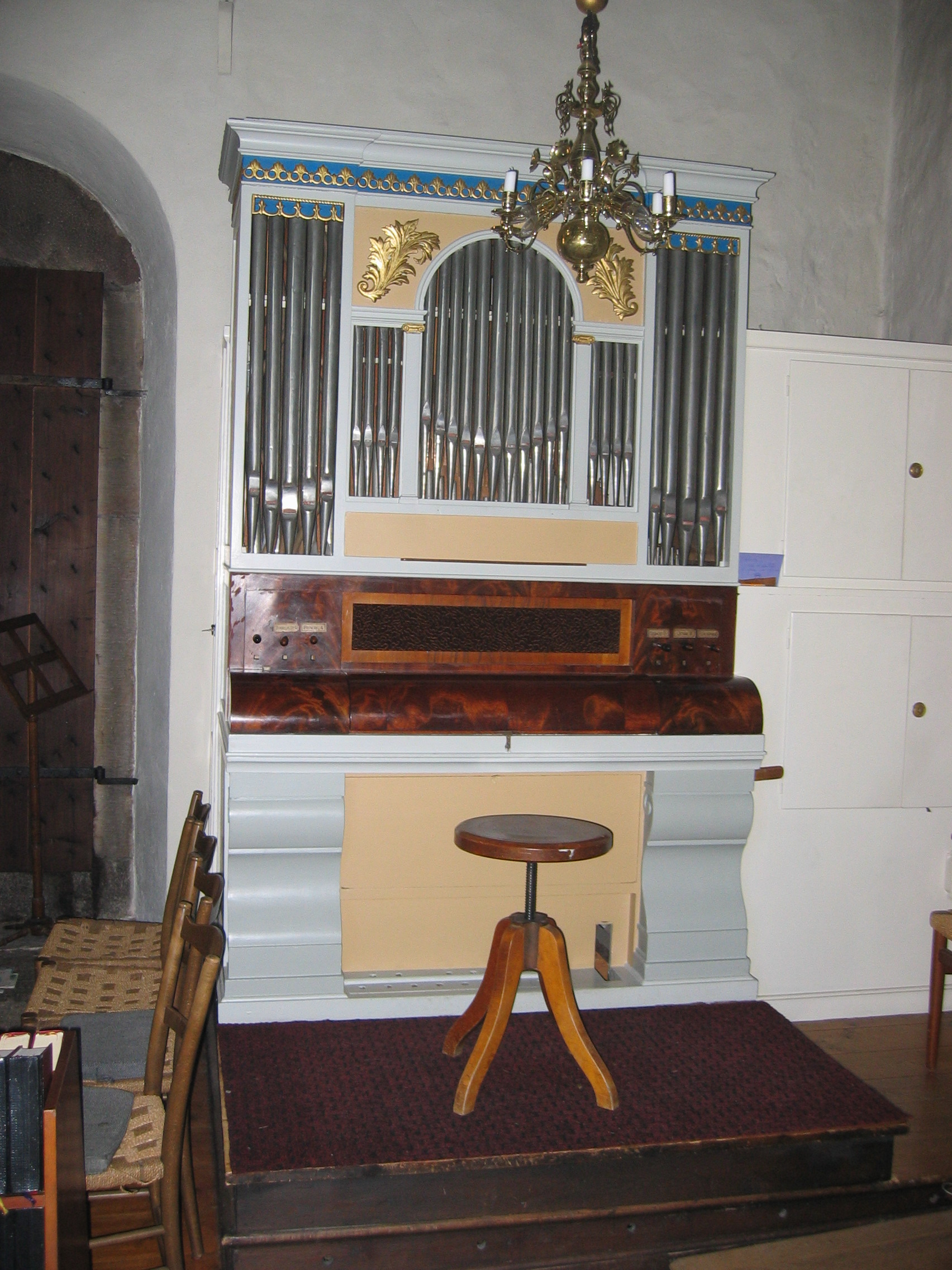
Orgeln

- 1761 bygger Jonas Wistenius, Linköping en orgel med 13 stämmor.
- Kyrkans nuvarande mekaniska orgel tillverkades av Johannes Magnusson, Lemnhult under 1850-talet. Orgeln är troligen byggd som en hemorgel. Den renoverades 1953 av Bröderna Moberg, Sandviken.[3]
- Disposition:

| Manual           |
| Gedackt 8´       |
| Flute d ámour 8' |
| Principal 4'     |
| Dubbelflöjt 4'   |
| Octava 2         |